# Apataniana impexa
Apataniana impexa är en nattsländeart som beskrevs av Schmid 1968. Apataniana impexa ingår i släktet Apataniana och familjen Apataniidae. Inga underarter finns listade i Catalogue of Life.